# Kucyk (fryzura)
Kucyk – fryzura, w której wszystkie długie włosy na głowie są spięte i zabezpieczone z tyłu głowy gumką, spinką lub innym podobnym przyborem fryzjerskim, a w dalszej części pozostawione w stanie swobodnego zwisu od miejsca spięcia. Ta fryzura swoją nazwę zawdzięcza podobieństwu do ogona kucyka. Inna nazwa tej fryzury to koński ogon, ponieważ przypomina go ona swoim wyglądem. Kucyk jest najczęściej spinany pośrodku tyłu głowy lub u nasady szyi, ale może być też spinany na samym czubku głowy.

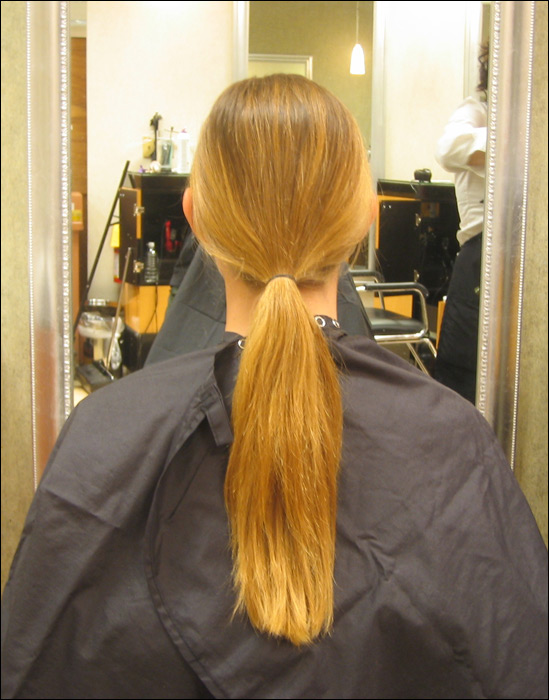
Kobieta z włosami związanymi w kucyka
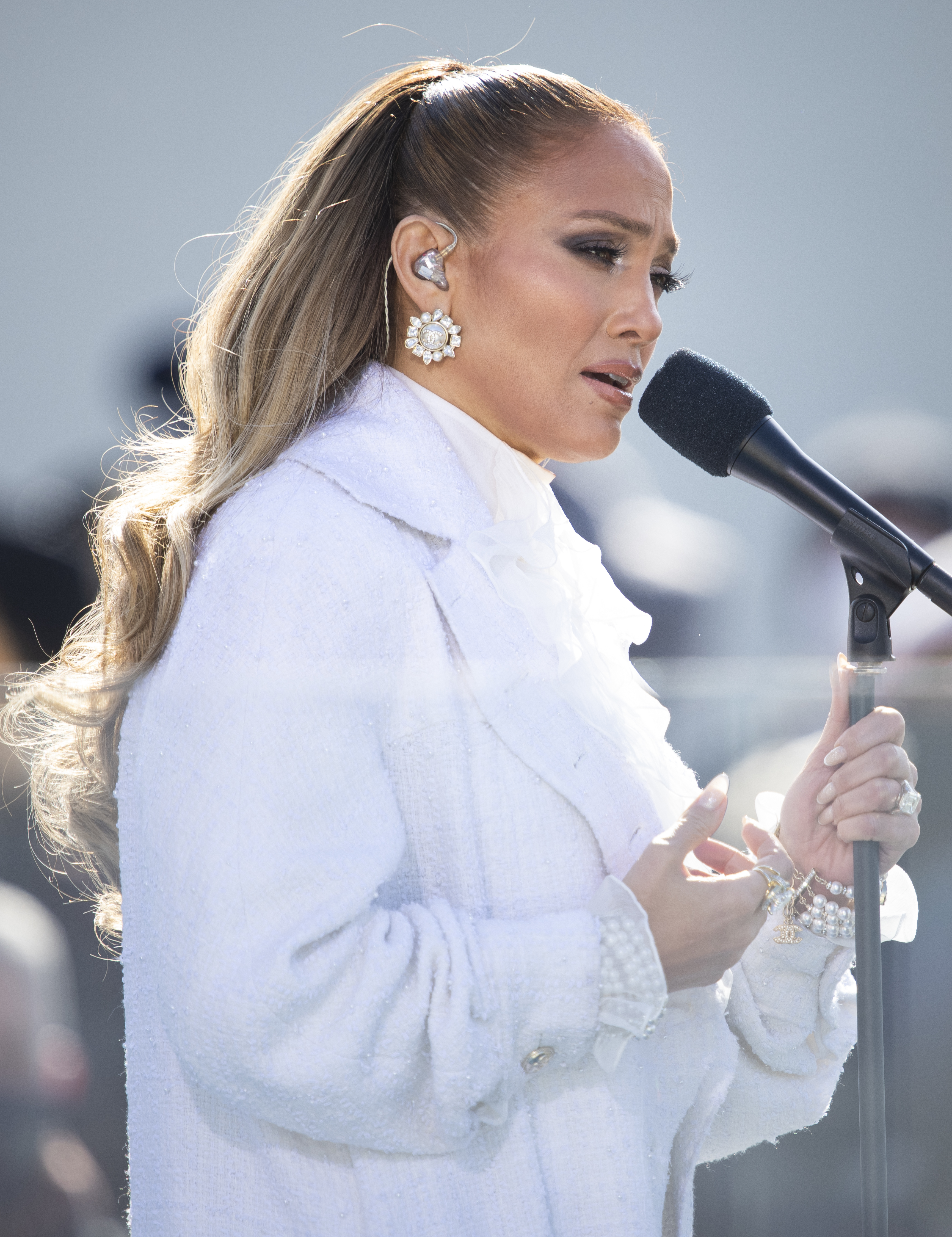
Śpiewaczka z włosami związanymi w kucyka
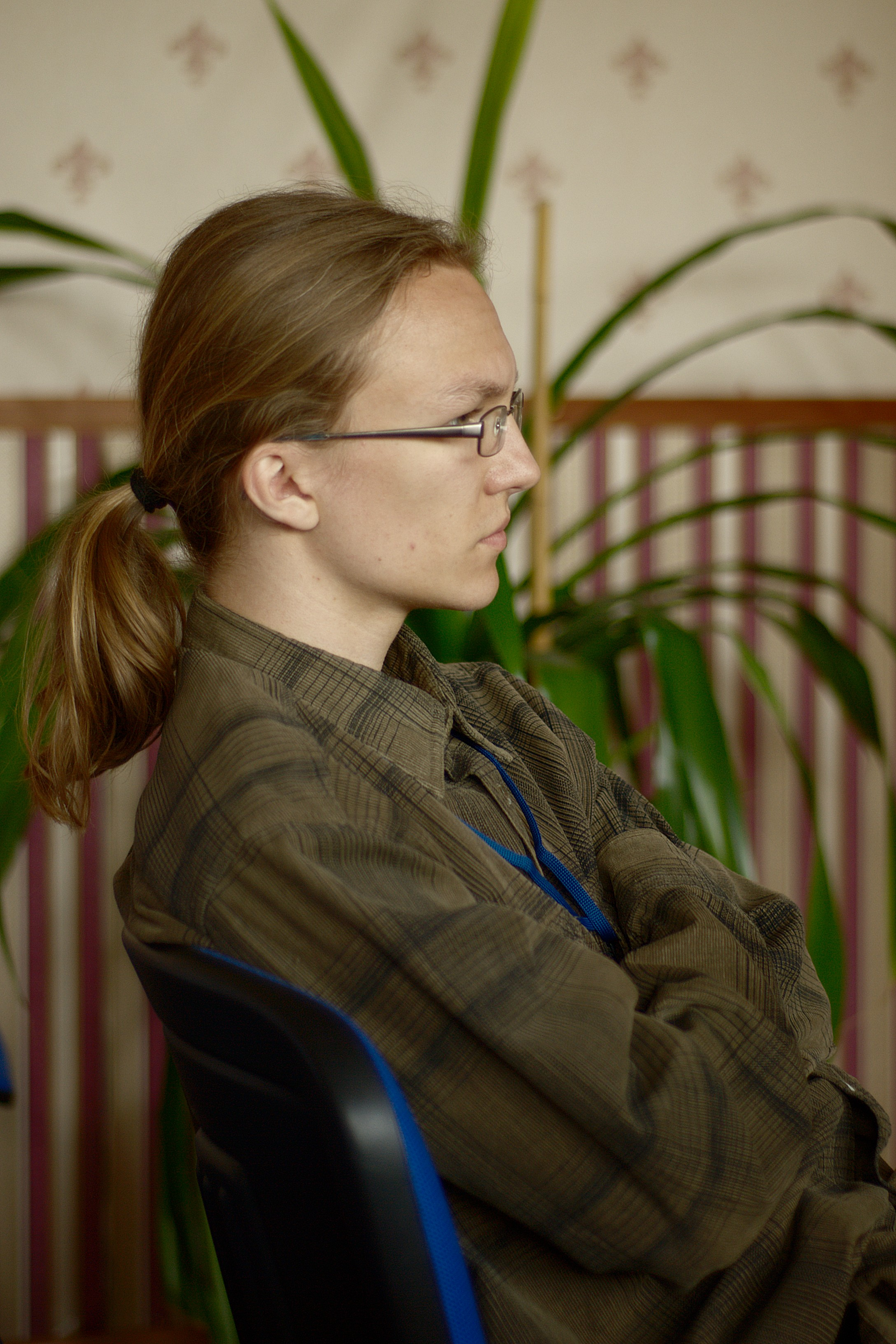
Mężczyzna z włosami związanymi w kucyka